# Tau Persei
Tau Persei (τ Per / 18 Persei / HR 854) es una estrella en la constelación de Perseo de magnitud aparente +3,93.
Aunque no tiene nombre propio habitual, en China era conocida como Ta Ling, «el gran montículo».
Se encuentra a 272 años luz del sistema solar.
Tau Persei es una estrella binaria compuesta por una gigante amarilla de tipo espectral G4III y 5160 K de temperatura superficial, y una estrella blanca de la secuencia principal de tipo A4V con una temperatura de 8970 K.
La gigante amarilla es 150 veces más luminosa que el Sol y su radio es 14 veces más grande que el radio solar. La estrella blanca es menos luminosa —pero 26 veces más luminosa que el Sol— y significativamente más pequeña, con un radio de 2,2 radios solares.
Su velocidad de rotación —50 km/s— implica que su período de rotación es de 1,8 días.
El período orbital del sistema es de 4,419 años, siendo la separación media entre las dos componentes de 4,2 UA. La órbita es marcadamente excéntrica, con una separación mínima en el periastro de 1,13 UA y de 7,2 UA en el apoastro.
Además Tau Persei es una binaria eclipsante: durante dos días se produce una caída de su brillo desde magnitud +3,93 a +4,07 cuando la estrella gigante pasa delante de la estrella blanca en un eclipse parcial, ya que la primera no llega a ocular completamente a la segunda.
El otro eclipse, cuando la estrella blanca pasa delante de la gigante amarilla, es demasiado leve para ser observado.